# Unreleased & Rare
Unreleased & Rare – kompilacyjny album rockowej grupy U2. Składa się on z wcześniej niewydanych oraz nieznanych utworów zespołu. Większość z wcześniej niewydanych piosenek pochodzi z sesji nagraniowych do albumów All That You Can’t Leave Behind i How to Dismantle an Atomic Bomb.

## Lista utworów
1. „Levitate” – 5:09
  - Piosenka pochodzi z sesji nagraniowej do albumu All That You Can’t Leave Behind.
2. „Love You Like Mad” – 4:17
  - Piosenka pochodzi z sesji nagraniowej do albumu All That You Can’t Leave Behind.
3. „Smile” – 3:17
  - Piosenka pochodzi z sesji nagraniowej do albumu How to Dismantle an Atomic Bomb.
  - Później wydana także jako bonusowa piosenka w iTunes Store przy przedpremierowych zamówieniach U218 Singles w Wielkiej Brytanii.
4. „Flower Child” – 4:54
  - Piosenka pochodzi z sesji nagraniowej do albumu All That You Can’t Leave Behind.
5. „Beautiful Ghost: Introduction to Songs of Experience” – 3:52
  - Piosenka pochodzi z sesji nagraniowej do albumu The Joshua Tree.
6. „Jesus Christ” – 3:12
  - Piosenka pochodzi z sesji nagraniowej do albumu Rattle and Hum w Sun Studio.
  - Napisana przez Woody’ego Guthrie'a.
  - Oryginalnie wydana na Folkways: A Vision Shared w 1988 roku.
7. „Xanax and Wine” – 4:39
  - Piosenka pochodzi z sesji nagraniowej do albumu How to Dismantle an Atomic Bomb.
  - Wcześniejsza wersja „Fast Cars”.
8. „All Because of You” (wersja alternatywna) – 3:35
  - Piosenka pochodzi z sesji nagraniowej do albumu How to Dismantle an Atomic Bomb.
9. „Native Son” – 3:08
  - Piosenka pochodzi z sesji nagraniowej do albumu How to Dismantle an Atomic Bomb.
  - Wcześniejsza wersja utworu „Vertigo”.
10. „Yahweh” – 4:31
  - Piosenka pochodzi z sesji nagraniowej do albumu How to Dismantle an Atomic Bomb.
11. „Sometimes You Can’t Make It on Your Own” (wersja alternatywna) – 5:30
  - Piosenka pochodzi z sesji nagraniowej do albumu How to Dismantle an Atomic Bomb.
12. „Numb” (edycja radiowa) – 3:57
  - Ta edycja oryginalnie pojawiła się na promocyjnym singlu „Numb” w 1993 roku.
13. „Bass Trap” – 3:33
14. „Night and Day” (Twilight remix) – 5:20
  - Napisana przez Cole Porter.
  - Oryginalnie wydana na promocyjnym singlu „Night and Day” w 1990 roku.
15. „Numb” (Gimme Some More Dignity mix) – 5:50
16. „Salomé” (Zooromancer remix) – 5:51
17. „Christmas (Baby Please Come Home)” – 2:19
  - Napisana przez Phila Spectora, Jeffa Barry’ego i Ellie Greenwich.
  - Oryginalnie wydana na A Very Special Christmas w 1987 roku.
18. „Stateless” – 4:05
  - Oryginalnie wydana na The Million Dollar Hotel: Music from the Motion Picture w 2000 roku.